# Zbigniew Zemło
Zbigniew Zemło (ur. 7 listopada 1954 w Łukowie) – polityk, samorządowiec, radny Rady Narodowej w Łukowie w latach 1984–1988, wieloletni komendant hufca ZHP w Łukowie, radny III kadencji Rady Miasta Łuków, członek Zarządu Miasta Łuków w latach 1998–2002, członek Związku Miast Polskich od 2003, członek Sojuszu Lewicy Demokratycznej, od 19 listopada 2002 burmistrz miasta Łuków.
Posiada wykształcenie wyższe magisterskie, kierunek – zarządzanie i marketing. Jest absolwentem Technikum Mechanicznego w Łukowie.
Po krótkich okresach pracy w zlikwidowanym Liceum Medycznym w Łukowie oraz Spółdzielni Inwalidów „Łuksja” od 1979 związał się na długie lata ze Szkołą Podstawową nr 2 w Łukowie (w 1999 przekształcona na Gimnazjum nr 2 w Łukowie) jako nauczyciel muzyki, a później kierownik administracyjno-gospodarczy. Swoje zamiłowanie do muzyki rozwijał jako instruktor w Łukowskim Ośrodku Kultury oraz jako członek zespołu muzycznego „Łukband”. Przez długie lata pełnił także funkcję komendanta hufca ZHP w Łukowie.
W latach 1984–1988 był radnym Rady Narodowej w Łukowie. Sprawował funkcje radnego rady miasta oraz członka zarządu miasta w Łukowie w latach 1998–2002.
Jako kandydat z listy Koalicyjnego Komitetu Wyborczego Sojuszu Lewicy Demokratycznej – Unii Pracy został wybrany w wyborach samorządowych 2002 na stanowisko burmistrza miasta Łuków zdobywając w II turze 4150 głosów (55,30%) i pokonując poprzedniego burmistrza, Krzysztofa Tymoszuka. W 2006 roku startując z listy Komitetu Wyborczego Wyborców „Przymierze dla Ziemi Łukowskiej-Wspólna Polska” ponownie obejmuje urząd po zwycięstwie w II turze nad Grzegorzem Gomołą zdobywając 4502 głosów (53,67%). Dnia 5 grudnia 2010 roku Zbigniew Zemło przegrał w II turze Wyborów Samorządowych w mieście Łuków z Dariuszem Szustkiem stosunkiem głosów Dariusz Szustek – 5019 głosów (52,43%) Zbigniew Zemło – 4553 głosów (47,57%).
Zbigniew Zemło jest żonaty i ma czworo dzieci. Został odznaczony Srebrnym (2008) i Złotym (2023) Krzyżem Zasługi.